# An Lushan

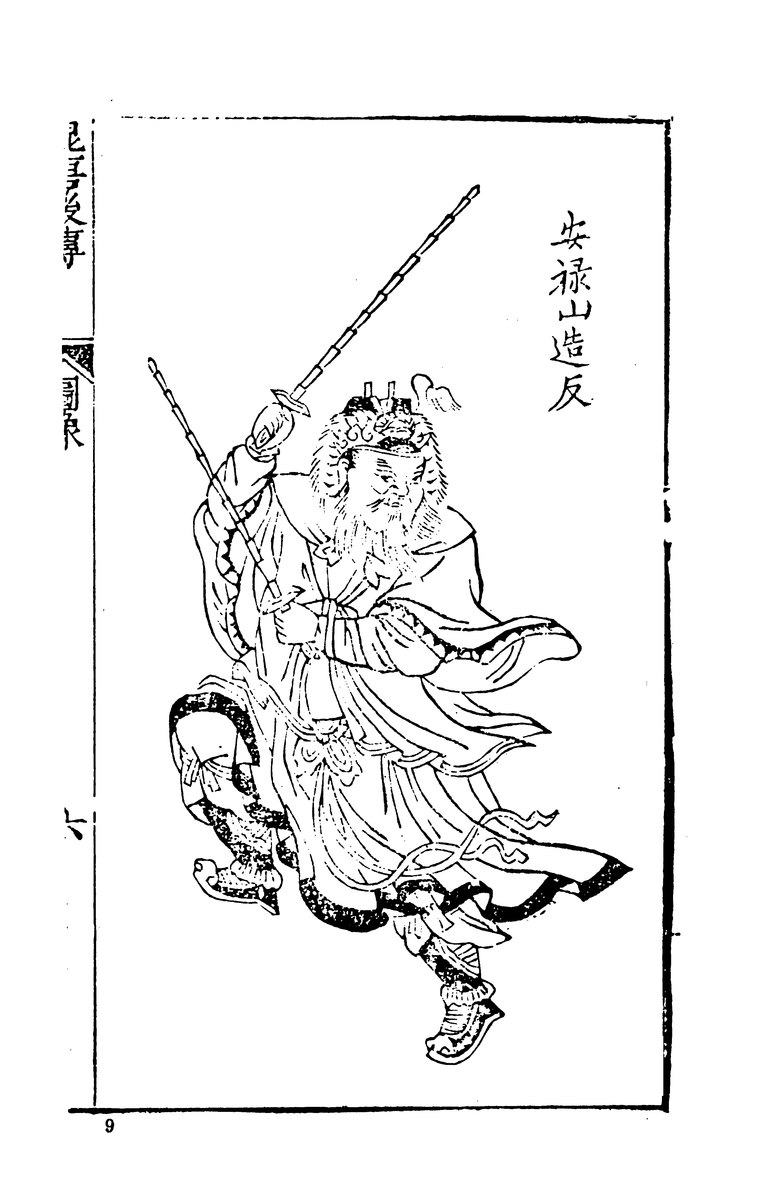
An Lushan

An Lushan (chinesisch 安祿山 / 安禄山, Pinyin Ān Lùshān; * 703; † 757) begann einen nach ihm benannten Aufstand, die An-Lushan-Rebellion (755–763) gegen die Tang-Dynastie, der deren Untergang einleitete. 

## Leben
An Lushan war als hochrangiger General der Kommandant von Fan-yang (in der Gegend des heutigen Peking). Historische Quellen scheinen zu belegen, dass er väterlicherseits iranisch-sogdischer und mütterlicherseits westchinesischer Turk-Abstammung war. 736 erschien er mit einer Niederlage gegen die Kitan in der Geschichte und sollte sogar hingerichtet werden. Leute seiner Herkunft wurden jedoch von dem ersten Minister Li Linfu († 752) gefördert, der damit ein Gegengewicht zu unzuverlässigen Beamten chinesischer Herkunft schaffen wollte. Bald hielt An Lushan drei Kommandanturen, sein Cousin An Ssu-hsun zwei. Dazu kam 747 der Posten im Zensorat und das Vertrauen des Kaisers Xuanzong, so dass er alles in allem zum Statthalter der nördlichen Provinzen aufstieg. 751 erlitt er nach einem Sieg im Vorjahr wieder eine schwere Niederlage gegen die Kitan. 
Daneben wurde er 751 (ohne Rücksicht auf die tatsächlichen Verhältnisse) der Adoptivsohn der kaiserlichen Lieblingskonkubine Yang Guifei. Vielleicht war er ihr Liebhaber gewesen. In jedem Fall war er bis zum Ausbruch der Revolte ihr Freund, mit ständigem Zutritt zu ihren „Veranstaltungen“. 
Als An Lushan bei Hofe den Machtkampf gegen Yang Guozhong (den Vetter der Yang Guifei) verlor, zettelte er 755 einen Aufstand an. Die Situation zwischen den beiden Rivalen war seit dem Tod Li Linfu’s höchst angespannt. Yang Guozhong, nun erster Minister, förderte den General Geshu Han gegen An Lushan, dessen Cousin und Anhang. Dazu kamen offenbar Mordversuche, denn 754 glich An Lushans Rückreise vom Hofe mehr einer Flucht. Der Kaiser tat nichts, um die beiden Rivalen zu trennen oder in ihrer Macht zu beschränken. 
Zufällig war in diesem Jahr Mittelchina gerade von einer Hungersnot aufgrund von Dürre und Überschwemmungen heimgesucht, wodurch An Lushan problemlos Anhänger fand. Dazu traten weitere innere Probleme der Tang.
An Lushan zog Dezember 755 in Luoyang ein, schlug die Tang-Truppen unter Geshu Han zwischen der Festung Tung-kuan und dem Gelben Fluss, nahm Geshu Han gefangen und konnte so Juni 756 auch Chang’an besetzten. Der Kaiser Xuanzong floh nach Chengdu. Chang’an wurde geplündert. Auf der Flucht musste der hilflos gewordene Kaiser den ersten Minister Yang Guozhong und die Konkubine Yang Guifei auf Druck seiner Garde hinrichten lassen, da man sie für den Aufstand An Lushans verantwortlich machte. 
Kaiser Xuanzong dankte ab, an seiner Stelle kam sein Sohn Suzong (756–762) in Gansu an die Macht. Der rief die Barbaren, vor allem die Reiterei der Uiguren zu Hilfe und konnte Chang’an und Luoyang im Oktober 757 zurückerobern. Ermöglicht wurde das vor allem durch die Ermordung An Lushans am Jahresbeginn 757, angestiftet von dessen eigenem Sohn An Qingxu. Es ging hier anscheinend um die Behandlung der Heerführer. (An Lushan soll zuvor auch plötzlich erblindet sein.)
An Qingxu geriet dann mit den Heerführern seines Vaters in Streit und fiel schließlich 759 durch die Hand eines Ex-Generals. Dieser Shi Siming konnte Sommer 760 erneut Luoyang besetzen und wurde ebenfalls von seinem eigenen Sohn ermordet. Der Aufstand endete erst im Januar 763, da die Regierung mit den Resten der Rebellen aufräumen und die Nomaden (u. a. Tibeter 763 in Chang’an) fernhalten musste. 